# Hymenostegia talbotii
Hymenostegia talbotii é uma espécie vegetal da família Fabaceae.
Apenas pode ser encontrada na Nigéria.
Está ameaçada por perda de habitat.